# Tretopileus indicus
Tretopileus indicus är en svampart som beskrevs av Munjal 1962. Tretopileus indicus ingår i släktet Tretopileus och familjen Corticiaceae.   Inga underarter finns listade i Catalogue of Life.